# Mount Richmond National Park
Mount Richmond National Park är en nationalpark i Australien.   Den ligger i kommunen Glenelg och delstaten Victoria, i den södra delen av landet, 700 km väster om huvudstaden Canberra. Mount Richmond National Park ligger 140 meter över havet.
I omgivningarna runt Mount Richmond National Park växer i huvudsak städsegrön lövskog.